# Дэвис, Билл (бейсболист)
Артур Уиллард Дэвис (англ. Arthur Willard Davis, более известен как Билл Дэвис (англ. Bill Davis); 6 июня 1942, Грейсвилл, Миннесота — 13 января 2023, Идайна, Миннесота) — американский бейсболист, играл на позиции игрока первой базы. Выступал в Главной лиге бейсбола в составе клубов «Кливленд Индианс» и «Сан-Диего Падрес».

## Биография

### Ранние годы и студенческая карьера
Артур Дэвис родился 6 июня 1942 года в Грейсвилле в штате Миннесота. Старший из двух детей в семье. Отец Арт Дэвис работал в бизнесе, связанном с производством красок, мать Элейн была медсестрой. В 1951 году семья переехала в Ричфилд. Там Дэвис вырос и окончил старшую школу. В годы учёбы он зарекомендовал себя как один из лучших спортсменов города, выступая за баскетбольную и бейсбольную команды школы.
После окончания школы Дэвис получил спортивную стипендию в Миннесотском университете, где также выступал сразу за две команды. В 1964 году его признали самым ценным игроком баскетбольной программы «Миннесоты Голден Гоферс», команда в том сезоне заняла третье место в турнире конференции Big Ten. Его партнёром по команде и соседом по комнате был будущий игрок НБА Арчи Кларк. В том же 1964 году бейсбольная команда университета выиграла турнир конференции и студенческую Мировую серию, Дэвис с показателем отбивания 35,0 % и шестью выбитыми хоум-ранами стал её лучшим атакующим игроком. Университет он окончил со степенью бакалавра в области педагогики.
Института драфта в Главной лиге бейсбола тогда не существовало, поэтому после окончания университета Дэвис считался свободным агентом. Интерес к нему проявлял ряд клубов лиги. Сам он хотел играть за «Миннесоту Твинс», но директор фарм-системы клуба Шерри Робертсон настаивал, чтобы новичок начал карьеру на самом нижнем уровне системы младших лиг, что не устроило Дэвиса. Но с его условиями — дебют на уровне AA-лиги и возможность играть регулярно — согласился скаут «Кливленда» Уолтер Шеннон. Стороны заключили контракт, сумма бонуса игроку составила 12 тысяч долларов.

### Профессиональный бейсбол
На профессиональном уровне Дэвис дебютировал в команде «Чарльстон Индианс» в Восточной лиге. Сезон он завершил с показателем отбивания 29,2 % с девятью выбитыми хоум-ранами. Весной 1965 года его пригласили на сборы с основным составом клуба. На тренировках Дэвис выглядел хорошо, но вытеснить из состава более опытного Фреда Уитфилда ему не удалось. Почти весь регулярный чемпионат он провёл в команде AAA-лиги «Портленд Биверс». С эффективностью отбивания 31,1 % он вошёл в десятку лучших игроков Лиги Тихоокеанского побережья. По итогам турнира Дэвис разделил приз лучшего новичка лиги с Ли Мэем. В сентябре 1965 года, после расширения составов, его вызвали в «Кливленд». Его дебют в Главной лиге бейсбола состоялся 16 сентября. Зимой он играл в Пуэрто-риканской лиге.
Шансы Дэвиса на место в основном составе были невысоки, так как Уитфилд в 1965 году провёл лучший сезон в карьере. Кроме того, часть весенних сборов в 1966 году ему пришлось пропустить из-за тонзиллита. Несмотря на это, начало чемпионата он провёл в «Индианс», выходя на поле эпизодически. В середине мая его перевели обратно в «Портленд», где он мог стабильно получать игровую практику. В сентябре Дэвис вернулся в «Кливленд» и принял участие в шести матчах, выбив свой единственный в Главной лиге бейсбола хоум-ран. В клубе рассчитывали, что следующий сезон он начнёт в роли стартового первого базового, но 21 января 1967 года во время игры в баскетбол Дэвис порвал ахиллово сухожилие. Из-за травмы он полностью пропустил сезон. За это время на первой базе закрепился Тони Хортон. В клубе рассматривали вариант с переводом Дэвиса на позицию аутфилдера, но последствия травмы ограничивали его подвижность и эксперимент не удался.
Весь сезон 1968 года Дэвис провёл в «Портленде», но играл не столь эффективно, как в предыдущие сезоны. В межсезонье его обменяли в готовившийся к дебюту в лиге клуб «Сан-Диего Падрес». Тренер команды Престон Гомес планировал использовать его в паре с бьющим с правой стороны Нейтом Колбертом. На старте чемпионата Дэвис играл чаще своего напарника, но отбивал плохо, и к концу апреля Колберт был назван постоянным стартовым игроком первой базы. Ещё через месяц клуб обменял его в «Сент-Луис Кардиналс». Некоторое время он играл за фарм-клуб уровня AAA-лиги «Талса Ойлерз». Затем, после конфликта с главным тренером команды Уорреном Спаном, Дэвиса обменяли в «Денвер Беарс», команду фарм-системы «Миннесоты Твинс». Доиграв сезон, он сделал вывод, что ни один из клубов Главной лиги бейсбола не заинтересован в его услугах, и принял решение завершить карьеру. Бывший партнёр по команде Энди Коско предложил ему поехать играть в Японию, но к этому моменту у Дэвиса родился сын и он предпочёл остаться в США.

### После бейсбола
Закончив играть, Дэвис с семьёй вернулся в Ричфилд. Он устроился на работу консультантом в Eberhardt Company, занимавшуюся продажей недвижимости. В 1971 году тренер команды Миннесотского университета Дик Зиберт предложил ему занять должность одного из ассистентов, но Дэвис не захотел менять сферу деятельности. Он сделал успешную карьеру в этой области и вышел на пенсию в 2000-х годах. Последней должностью, которую Дэвис занимал, был пост вице-президента в Associated Bank.
Билл Дэвис скончался 13 января 2023 года в возрасте 80 лет.